# Micropholis venamoensis
Micropholis venamoensis là một loài thực vật thuộc họ Sapotaceae. Đây là cây bụi thường xanh nhiều lá, là loài đặc hữu của Venezuela. Nó vừa được cho vào danh sách các loài dễ thương tổn.